# Тужа-Велика (Плоцький повіт)
Тужа-Велика (пол. Turza Wielka) — село в Польщі, у гміні Брудзень-Дужий Плоцького повіту Мазовецького воєводства.
Населення — 71 особа (2011).
У 1975—1998 роках село належало до Плоцького воєводства.

## Демографія
Демографічна структура станом на 31 березня 2011 року:
|          | Загалом | Допрацездатний вік | Працездатний вік | Постпрацездатний вік |
| -------- | ------- | ------------------ | ---------------- | -------------------- |
| Чоловіки | 35      | 9                  | 18               | 8                    |
| Жінки    | 36      | 5                  | 21               | 10                   |
| Разом    | 71      | 14                 | 39               | 18                   |